# Chappani
Chappani – gaun wikas samiti w zachodniej części Nepalu w strefie Lumbini w dystrykcie Palpa. Według nepalskiego spisu powszechnego z 2001 roku liczył on 540 gospodarstw domowych i 2708 mieszkańców (1513 kobiet i 1195 mężczyzn).